# Église Saint-Latuin de Cléray
L'église Saint-Latuin de Cléray dite aussi chapelle Saint-Latuin de Cléray est une église catholique située à Belfonds, en France.

## Localisation
L'église est située dans le département français de l'Orne, à Belfonds, dans l'ancienne commune de Clairay.

## Historique
Cléray est le refuge du premier évêque de Sées Latuin de Séez, qui aurait par la suite été inhumé sur place.
La commune de Cléray est supprimée en 1802.
Non loin de l'église se trouve une fontaine qui alimente la Sennevière et qui aurait des vertus thérapeutiques pour les maladies cutanées.
L'édifice est inscrit au titre des Monuments historiques depuis le 31 octobre 1990, ainsi que l'enclos paroissial, la croix de cimetière et la  fontaine Saint-Lin.

## Architecture
L'édifice comporte un clocher proche, un chevet plat et une chapelle seigneuriale. Le mur du chœur conserve des graffitis.